# Can Xiquet (Santa Coloma de Gramenet)
Can Xiquet és una obra de Santa Coloma de Gramenet (Barcelonès) inclosa a l'Inventari del Patrimoni Arquitectònic de Catalunya.

## Descripció
Edifici de tipus industrial format per un gran volum rectangular d'una sola alçada i coberta en dents de serra amb grans gelosies metàl·liques.
La façana del carrer Rafael de Casanova presenta l'aspecte original. Les obertures estan distribuïdes de manera simètrica. Hi ha quatre grans finestrals envoltats per una motllura d'estuc. La resta de façanes han estat reformades.

## Història
L'any 1920 es fundà la fàbrica tèxtil anomenada Joan Ferrer Prat que a partir de 1974 passà a dir-se Hijos de Joan Ferrer Prat S.R.C. Aquesta fàbrica sempre s'ha conegut com cal Xiquet. No fou, però, fins a 1947 que la fàbrica se situà en aquest indret.
El 1993 la fàbrica fou rehabilitada per l'Ajuntament de Santa Coloma per acollir la seu de l'empresa pública GrameImpuls.